# Gieorgij Pantielejmonow
Gieorgij Michajłowicz Pantielejmonow (ros. Георгий Михайлович Пантелеймонов; ur. 30 grudnia 1885 w Bałcie, zm. 21 października 1934 w Belgradzie) – rosyjski strzelec sportowy, medalista olimpijski.
Brał udział w igrzyskach olimpijskich w 1912 roku, startując łącznie w 3 konkurencjach. W pistolecie dowolnym z 50 metrów zajął 17. miejsce. Z kolei w pistolecie pojedynkowym indywidualnie był 14., a w konkurencji drużynowej zdobył srebrny medal olimpijski (wraz z Nikołajem Mielnickim, Pawłem Wojłosznikowem i Amosem Kaszem). Jest to jego największy sportowy sukces w karierze. 
Absolwent Wojskowej Szkoły Aleksandra w Moskwie (1904) i Korpusu Kadetów w Kijowie. Był w stopniu pułkownika, służył w Moskwie. Uczestniczył w I wojnie światowej, jeden z dowódców podczas tejże. Był internowany m.in. w Polsce. Aktywny wojskowo jeszcze w latach 20. Osiedlił się później w Belgradzie, gdzie zmarł i został pochowany.